# Christopher Davenport
 (janvier 2024).
Christopher Davenport, né en 1598 à Coventry et mort le 31 mai 1680 à Londres, est un franciscain anglais, connu également sous son nom religieux de Franciscus a Sancta Clara ou bien Francis Conventry (Franciscus Coventriensis).

## Biographie
Christopher Davenport naquit dans une famille calviniste de Coventry en 1598. Il entre à Merton College (Oxford) en 1613, et obtient ses grades à Magdalen Hall. C’est là-même ou peu après qu’il se convertit à la religion catholique romaine, traverse la Manche pour se réfugier en Flandre, et entre au Collège anglais de Douai, où il est recruté par le charismatique converti franciscain John Gennings. En 1617, il prend l’habit franciscain à Ypres, et est ordonné prêtre en 1620. Il poursuit ses études théologiques en Espagne, probablement à Salamanque, puis revient au couvent de Douai pour y enseigner la philosophie et la théologie. Il publie un premier ouvrage contre l’astrologie judiciaire, né de conversations et de débats avec un astrologue bruxellois (1626). Il est autorisé à retourner en Angleterre dans les années 1630, dans l’entourage de la reine Henriette-Marie, et réside à Somerset House. Il joue un rôle important dans les tentatives « irénistes » de réconciliation des églises d’Angleterre et de Rome. En 1634, au moment où les protestants s’enthousiasmaient tous pour la Pansophia de Comenius, il publie un ouvrage de théologie intitulé Deus, natura, gratia, approuvé par Thomas White et dédié à Charles Ier. L’ouvrage fut jugé suspect par les catholiques, apprécié du roi pour sa complaisance envers les articles protestants, et rejeté par les Puritains. Après la chute de la monarchie des Stuart et la guerre civile qui s’ensuivit, Davenport revient à Douai au couvent Saint Bonaventure, comme directeur d’études. Il est également élu Provincial à trois reprises (1637-1640, 1650-1653 et 1665-1668) et proclamé « Père de la Province » (Pater Provinciae) en 1640. Son souci était de revitaliser l’Ordre franciscain parmi les catholiques anglais, dominés à l’époque par les Bénédictins, également très actifs à Douai. En 1644, il publia une histoire de la Province d’Angleterre depuis 1219, dans laquelle il s’attaque ouvertement aux jugements négatifs de l’Irlandais Luc de Wadding à propos des franciscains anglais : Davenport affirme ainsi que Nicolas de Lyre n’était pas français mais anglais, et de même revendique-t-il des origines anglaises pour Jean Duns Scot, alors que les Irlandais en faisaient alors l’un des leurs (selon le franciscain irlandais Hugh McCaghwell, Cavellus). Il voyait aussi dans le franciscanisme anglais une manière de défendre la spécificité nationale contre le modèle unifiant et romain des tout-puissant Jésuites. En 1651, à nouveau Provincial, il revient en Angleterre, et essaie de réformer les études à partir de sa propre œuvre philosophique, les Paralipomena philosophica, qui propose une rénovation originale de l’aristotélisme et du scotisme (publiés à Anvers, 1652). Il y présente Jean Duns Scot comme la source lointaine de toutes les innovations scientifiques, à la fois contre les calvinistes (fixés sur l’Écriture sainte) et les humanistes critiques de la tradition scolastique. En 1656, il participe activement à l’ouverture d’une école franciscaine à Londres, où allait enseigner Antoine Legrand, le missionnaire récollet également venu de Douai. En 1656, il rédigea en anglais un exposé de la foi catholique : Explanation of catholic belief, pour obtenir, d’Oliver Cromwell une certaine tolérance pour les catholiques, mais sans aucun succès. Après la mort de Cromwell et la restauration de la monarchie, le roi Charles II épouse une princesse catholique, Catherine de Bragance, et Christopher Davenport est à nouveau chapelain de la Reine. Il réside à Londres et fait de nombreux aller-retours entre l’Angleterre et Douai. Il exerce une certaine influence sur la noblesse anglaise et obtient quelques conversions au catholicisme, dont celle de la princesse Anne Hyde, duchesse d’York. Il résidait à Londres, à Somerset House, où il mourut le 31 mai 1680, âgé de 82 ans.

## Œuvres
- Epistolium, continens confutationem duarum propositionum astrologicarum, Douai, 1626 ;
- Deus, Natura, Gratia, sive tractatus de Praedestinatione, de meritis et peccatorum remissione, Lyon, 1634 ;
- Fragmenta seu Historia minor Provinciae Angliae FF. Minorum, Douai, 1644; 2de édition, Douai, 1661, en ligne ;
- Paralipomena de mundo peripatetico, Anvers, Typis Johanni Belleri, 1652.